# Rheinisch-Westfälische Bank
Es gab in Deutschland zweimal ein Unternehmen namens Rheinisch-Westfälische Bank. 

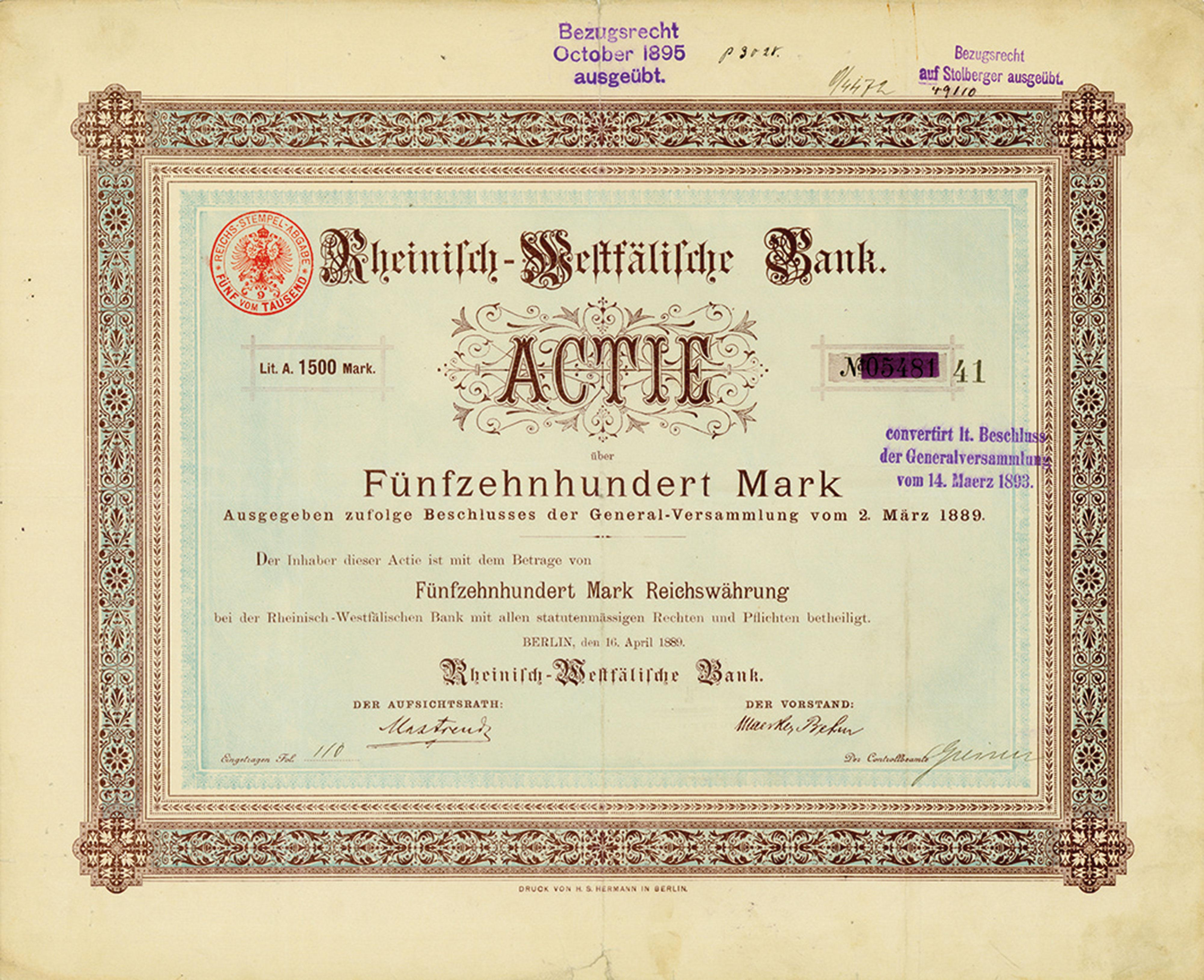
Aktie über 1500 Mark der Rheinisch-Westfälischen Bank vom 16. April 1889

- Die Rheinisch-Westfälische Bank im Deutschen Kaiserreich mit Sitz in Berlin, Gründungsdatum unbekannt, ist im Februar 1896 zusammengebrochen und in Konkurs gegangen. Ihr Direktor, Hermann Friedmann, wurde wegen Urkundenfälschung verhaftet[1] und im Juli 1896 zu einer mehrjährigen Zuchthausstrafe verurteilt[2]. Zu den zahlreichen Geschädigten gehörte auch die Potsdamer Straßenbahn-Gesellschaft, deren Aufsichtsratsvorsitzender Friedmann war, die dadurch eine Million Mark verlor, so dass das Netz zunächst nicht elektrifiziert werden konnte.

- Die Rheinisch-Westfälische Bank in der Bundesrepublik Deutschland mit Sitz in Düsseldorf war eine von zehn Regionalbanken, die 1948 bei der geplanten Zerschlagung der Deutschen Bank entstanden. 1952 wurde sie wesentlich vergrößert, als die Anzahl der Regionalbanken von zehn auf drei reduziert wurde. Im April 1956 erfolgte eine Umbenennung in Deutsche Bank West. Am 2. Mai 1957, rückwirkend zum 1. Januar 1957, schlossen sich die drei Regionalbanken zur heutigen Deutschen Bank mit Sitz in Frankfurt am Main zusammen.[3]